# Sauk Centre
Sauk Centre és una població dels Estats Units a l'estat de Minnesota. Segons el cens del 2000 tenia 3.930 habitants.

## Demografia
Segons el cens del 2000, Sauk Centre tenia 3.930 habitants, 1.616 habitatges, i 1.042 famílies. La densitat de població era de 407,9 habitants per km².
Dels 1.616 habitatges en un 30,4% hi vivien nens de menys de 18 anys, en un 53% hi vivien parelles casades, en un 8,5% dones solteres, i en un 35,5% no eren unitats familiars. En el 31,4% dels habitatges hi vivien persones soles el 17,8% de les quals corresponia a persones de 65 anys o més que vivien soles. El nombre mitjà de persones vivint en cada habitatge era de 2,38 i el nombre mitjà de persones que vivien en cada família era de 3,01.
Per edats la població es repartia de la següent manera: un 25,6% tenia menys de 18 anys, un 8,2% entre 18 i 24, un 25,1% entre 25 i 44, un 18,6% de 45 a 60 i un 22,5% 65 anys o més.
L'edat mediana era de 39 anys. Per cada 100 dones de 18 o més anys hi havia 85,4 homes.
La renda mediana per habitatge era de 37.644 $ i la renda mediana per família de 47.623 $. Els homes tenien una renda mediana de 33.382 $ mentre que les dones 20.399 $. La renda per capita de la població era de 18.390 $. Entorn del 2,3% de les famílies i el 5,2% de la població estaven per davall del llindar de pobresa.

## Personatges il·lustres
- Sinclair Lewis (1885-1951), escriptor i dramaturg, Premi Nobel de Literatura l'any 1930

## Poblacions més properes
El següent diagrama mostra les poblacions més properes.